# Cantonul Montataire
Cantonul Montataire este un canton din arondismentul Senlis, departamentul Oise, regiunea Picardia, Franța.

## Comune
- Blaincourt-lès-Précy
- Cramoisy
- Maysel
- Mello
- Montataire (reședință)
- Précy-sur-Oise
- Saint-Leu-d'Esserent
- Saint-Vaast-lès-Mello
- Thiverny
- Villers-sous-Saint-Leu